# Villennes-sur-Seine
Villennes-sur-Seine is een gemeente in Frankrijk. Het ligt aan de linker oever van de Seine, op 30 km ten westen van het centrum van Parijs. Er staat een kerk, de église Saint-Nicolas de Villennes-sur-Seine, waarvan de bouw in de 11e eeuw is begonnen.
Er ligt station Villennes-sur-Seine.

## Kaart
De onderstaande kaart toont de ligging van Villennes-sur-Seine met de belangrijkste infrastructuur en aangrenzende gemeenten.

## Demografie
Onderstaande figuur toont het verloop van het inwonertal, bron: INSEE-tellingen. 